# Johannes Schröter (Politiker)
Johannes Schröter (* 23. September 1896 in Erfurt; † 26. November 1963 in Mexiko-Stadt), Pseudonym Alfred Langer, war ein deutscher Politiker (KPD).

## Leben und Wirken
Schröter besuchte die Volksschule in Theißen. Anschließend erlernte er das Schlosserhandwerk. Bis in die 1920er Jahre war er als Schlosser und Elektromonteur in Zeitz tätig. Nachdem Schröter sich in seiner Jugend bereits in der Gewerkschaft engagiert hatte, gehörte er seit 1921 der Kommunistischen Partei Deutschlands (KPD) an. In dieser fungierte er es zunächst als Bezirkssekretär der KPD in Halle-Merseburg.
1923 wurde Schröter aus dem Deutschen Metallarbeiterverband wegen oppositioneller Tätigkeit ausgeschlossen. Im folgenden Jahr wurde er aufgrund seiner politischen Tätigkeit zu eindreiviertel Jahren Zuchthaus verurteilt. 1927 wurde er ins Zentralkomitee der KPD gewählt, bevor er 1928 erstmals als Abgeordneter in den Reichstag einzog. Im Parlament, dem er bis 1932 angehörte, vertrat Schröter den Wahlkreis 11 (Merseburg).
Im parteiinternen Streit des Jahres 1928 um die Stellung des KPD-Vorsitzenden Ernst Thälmann war Schröter neben Gerhart Eisler, Georg Schumann, Arthur Ewert und Hugo Eberlein (sogenannte Versöhnler-Gruppe) einer der konsequentesten Befürworter einer Reduzierung von Thälmanns Macht. Einer von Schröters energischsten Widersachern in dieser Kontroverse war der spätere SED-Vorsitzende Walter Ulbricht. Infolge seiner Positionierung gegen Thälmann wurde Schröter aus dem ZK ausgeschlossen und seiner Stellung als Bezirkssekretär der KPD von Halle-Merseburg enthoben.
Nach 1933 war Schröter illegal für die KPD tätig und ging schließlich ins Exil in Paris, wo er im Sekretariat der KPD tätig war.
1938 ging Schröter in die Vereinigten Staaten von Amerika, wo er für die Komintern in New York City tätig war und die Kommunistische Partei der USA bei ihrer politischen Arbeit unterstützte. 1942 kam er nach Mexiko. Dort war er im Bund Freier Deutscher und im Heinrich-Heine-Klub aktiv.

## Schriften
- Langer, Alfred: Der Weg zum Sieg - Die Kunst des bewaffneten Aufstandes.[1] Zürich, P. Meier, 1931